# Hymns to the Rising Sun
Hymns to the Rising Sun è un album di raccolta del gruppo melodic death metal svedese Amon Amarth, pubblicato nel 2010.

## Tracce
1. Twilight of the Thunder God – 4:08
2. Guardians of Asgaard – 4:23
3. Live for the Kill – 4:09
4. Varyags of Miklagaard – 4:18
5. Runes to My Memory – 4:32
6. Cry of the Black Birds – 3:49
7. Hermod's Ride to Hel – 4:40
8. Asator – 3:04
9. Pursuit of Vikings – 4:30
10. Fate of Norns – 5:57
11. Death in Fire – 4:54
12. Where Silent Gods Stand Guard – 5:56
13. Victorious March – 7:55
14. Children of the Grave (Black Sabbath cover) – 5:21